# Kristan Bromley
Pour les articles homonymes, voir Bromley (homonymie).
Kristan Bromley, né le 7 mars 1972 à Rossendale, est un skeletoneur britannique qui a débuté à la compétition en 1996. Il a entre autres été champion du monde (2008) et a remporté à deux reprises la coupe du monde (2004 et 2008). Il a également participé à quatre olympiades où sa meilleure performance fut une cinquième place à Turin en 2006. En 2008, il devient le premier skeletonneur à réaliser le triplé Coupe du monde-Championnats du monde-Championnats d'Europe.

## Travail sur le skeleton
Il est surnommé « Doctor Ice » par la presse britannique en raison de son Ph.D. en  materials engineering, avec une thèse intitulée Factors affecting the performance of skeleton bobsleds (Les facteurs influençant la performance en skeleton), effectuée et soutenue à l'université de Nottingham. Quand il n'est pas en compétition, Kristan Bromley travaille dans la recherche à l'Université de Bath et est le fondateur de la compagnie Ice Sport Techonologies.
Il apparaît dans le film documentaire de Discovery Channel Building the Winter Games, montrant la préparation pour les Jeux olympiques d'hiver de 2006.

## Vie personnelle
Il vit avec Shelley Rudman qui a été médaillée d'argent lors de l'épreuve de skeleton aux JO de 2006 à Turin.

## Palmarès

### Jeux olympiques d'hiver
- 8e aux Jeux olympiques d'hiver de 2014 à Sotchi.
- 6e aux Jeux olympiques d'hiver de 2010 à Vancouver.
- 5e aux Jeux olympiques d'hiver de 2006 à Turin.
- 13e aux Jeux olympiques d'hiver de 2002 à Salt Lake City.

### Championnats du monde
En individuel : 
- Médaille d'or : en 2008.
- 10e en 2013 à Saint-Moritz.
- 14e en 2012 à Lake Placid.
- 6e en 2011 à Königssee.
- 11e en 2007 à Saint-Moritz.
- 4e en 2005 à Calgary.
- 7e en 2004 à Nagano.
- 8e en 2003 à Nagano.

### Championnats d'Europe de skeleton
- Champion d'Europe 2004 à Altenberg.
- Champion d'Europe 2005 à Altenberg.
- Champion d'Europe 2008 à Cesana Torinese.
- Médaille d'argent en 2009 à Saint-Moritz.

### Coupe du monde
- 2 globes de cristal en individuel : vainqueur en 2004 et 2008.
- 17 podiums individuels : 6 victoires, 7 deuxièmes places et 4 troisièmes places.

#### Détails des victoires en Coupe du monde
| Édition   | Piste                                     | Total |
| 1999-2000 | Calgary                                   | 1     |
| 2003-2004 | Calgary Lake Placid Lillehammer Altenberg | 4     |
| 2007-2008 | Saint-Moritz                              | 1     |